# Closterocerus reticulatus
Closterocerus reticulatus är en stekelart som först beskrevs av Kamijo 1986.  Closterocerus reticulatus ingår i släktet Closterocerus och familjen finglanssteklar. Inga underarter finns listade i Catalogue of Life.